# Claudia Sessa
Claudia Sessa (c. 1570 – Milà, entre 1613 i 1619) fou una monja italiana, recordada pel seu talent com a cantant i compositora.
Sessa, una monja milanesa al convent de Santa Maria Annunciata, fou efusivament lloada per Girolamo Borsieri tant pels seus talents musicals com per la seva conducta modesta; tanmateix, només dues de les seves obres (cançons per a soprano i baix continu) han sobreviscut. Són Occhi io vissi di voi i Vattene pur, lasciva orechia humana.
Encara que mostra algunes debilitats tècniques, l'obra de Sessa durant la seva vida curta s'ha descrit prou original i ambiciosament com per col·locar-la en la llista de compositors notables del seu temps.